# Telipogon suffusus
Telipogon suffusus là một loài thực vật có hoa trong họ Lan. Loài này được Rchb.f. ex Kraenzl. miêu tả khoa học đầu tiên năm 1920.